# ФК УТА
ФК УТА Арад (на румънски: Fotbal Club UTA Arad) известен още като УТА Арад, или само УТА, е румънски футболен клуб от град Арад, Арад, Румъния, основан през 1945 г.

## История
Клубът е основан на 18 април 1945 година. Шесткратен шампион на Румъния — 1947, 1948, 1950, 1954, 1969, 1970. Това е третия най-добър отбор сред сега съществуващите румънски клубове, след „ФКСБ“ и „Динамо (Букурещ)“. Сребърен медалист — 1972. Бронзов — 1953. Двукратен носител на Купата на Румъния — 1948, 1953. Отборът дебютира в евротурнирите през 1969/70 в Купата на европейските шампиони в мачове срещу полския Легия, и ако у дома „УТА“ отстъпва с минималнен резултат (1-2), то в реванша е разгромен 0-8. Това е и най-голямата загуба на румънски клуб в еврокупите. Най-големия успех на клуба е през 1971/72 Купата на УЕФА, където достига до 1/4 финала където отстъпва на английския Тотнъм Хотспър с (0-2 и 1-1). Домакинските си срещи играе на стадион Френсиш вон Ноуманн с вместимост 7 000 зрители.

## Предишни имена
| Години    | Име                                            |
| --------- | ---------------------------------------------- |
| 1948-1950 | ИТ „Арад“ IT Arad                              |
| 1950-1958 | „Флямура Рози ИТ“ (Арад) Flamura Rosie IT Arad |
| 1958-1964 | УТ „Арад“ UT Arad                              |
| 1964-1989 | ФКМ „УТА Арад“ FCM UTA Arad                    |
| 1989-1997 | „УТА Арад“ UTA Arad                            |
| 1997-     | ФК „УТА Арад“ FC UTA Arad                      |

## Успехи
- Лига I:
  -  Шампион (6): 1946–47, 1947–48, 1950, 1954, 1968–69, 1969–70
  -  Второ място (1): 1971–72
  -  Бронзов медал (1): 1953
- Купа на Румъния
  -  Носител (2): 1947–48, 1953
  -  Финалист (2): 1950, 1965–66
- Купа на лигата
  -  Финалист (1): 1994
- Лига II (2 ниво)
  -  Шампион (4): 1980–81, 1992–93, 2001–02, 2019–20
  -  Вицешампион (6): 1982–83, 1988–89, 1989–90, 1991–92, 1998–99, 2015–16
- Лига III (3 ниво)
  -  Шампион (1): 2014–15
- Лига IV, окръг Арад (4 ниво)
  -  Шампион (1): 2013–14

## Български футболисти
- Ивайло Марков: 2023 (5 мача - 5 гола)